# Akodon boliviensis
Akodon boliviensis és una espècie de mamífer rosegador en la família dels cricètids. Viu a altituds d'entre 2.500 i 5.000 msnm a l'Argentina, Bolívia i el Perú. Els seus hàbitats naturals són els herbassars, els matollars, els medis pertorbats i els camps de conreu. És una espècie en risc mínim, és a dir, no sembla que hi hagi cap amenaça significativa per a la seva supervivència.